# Tillandsia werneriana
Tillandsia werneriana är en gräsväxtart som beskrevs av Jason Randall Grant. Tillandsia werneriana ingår i släktet Tillandsia och familjen Bromeliaceae. Inga underarter finns listade i Catalogue of Life.